# Catas Altas da Noruega
Catas Altas da Noruega é um município brasileiro do interior do estado de Minas Gerais. Sua população recenseada em 2022 era de 3 110 habitantes. 

## Geografia
Conforme a classificação geográfica mais moderna (2017) do IBGE, Catas Altas da Noruega é um município da Região Geográfica Imediata de Conselheiro Lafaiete, na Região Geográfica Intermediária de Barbacena.

## História
Catas Altas da Noruega começou a ser povoada aproximadamente em torno de 1690 por membros das bandeiras de Miguel Garcia e do coronel Salvador Furtado de Mendonça enquanto exploravam a região da Serra de Itaverava.
Como a cata de ouro era fácil, encontrando o precioso mineral até nas raízes das plantas, o povoado cresceu e assim nasceu as "Catas Altas", seu primeiro nome.
Pelos idos de 1750, surgiram os primeiros sinais de decadência da mineração do ouro, ocasionada pelo progressivo esgotamento das minas superficiais, e ainda pelo elevado montante fixado para a cobrança do imposto do quinto da Coroa, que não era somente estendido aos mineiros, mas também a pessoas que se dedicavam a outras profissões. Muitos ficaram reduzidos à miséria.
Diante dessa situação, e incentivados pela iniciativa do Conde de Bobadella, o governador da Capitania das Minas Gerais, que procurou incentivar novas descobertas, os garimpos de Catas Altas e o da Noruega (atual localidade rural do município) foram reativados e se uniram, originando o nome atual da cidade: Catas Altas da Noruega.
Até 1718, o povoado pertencia a Vila Rica (atual Ouro Preto), quando aos 7 de março, o então governador da Capitania, o Conde de Assumar, subordinou o distrito à jurisdição da recém-criada Vila de São José del-Rei (atual Tiradentes).
No ano de 1840, em 3 de abril foi criada a freguesia de Catas Altas da Noruega, pela Lei Nº 184, subordinada ao município de Conselheiro Lafaiete.
Catas Altas da Noruega emancipou-se pela Lei nº 2.765 de 30 de dezembro de 1962 e foi instalado como município em 1º de março de 1963.